# Fréville-du-Gâtinais

Fréville-du-Gâtinais este o comună în departamentul Loiret din centrul Franței. În 1 ianuarie 2022 avea o populație de 178 de locuitori.